# Kazuo Ohno

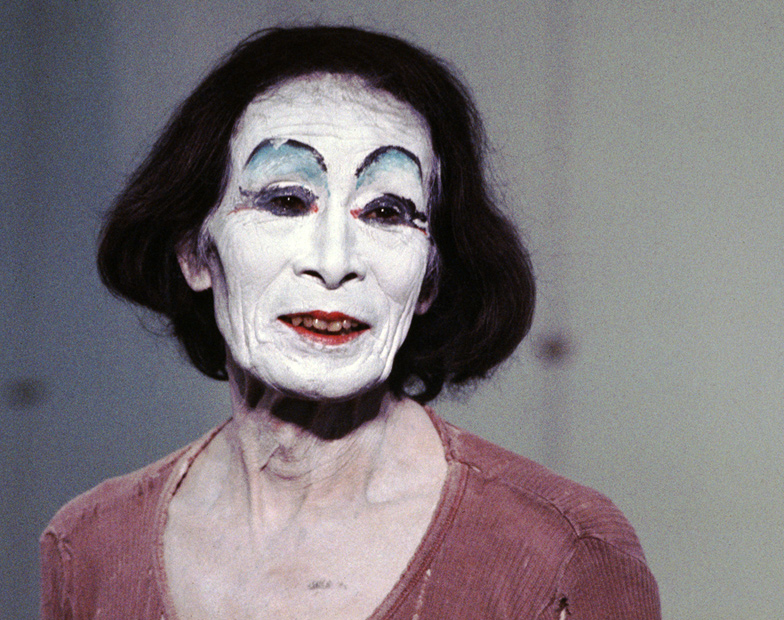
Kazuo Ohno in 1986

Kazuo Ohno (大野 一雄, Ōno Kazuo; Hakodate, 27 oktober 1906 - Yokohama, 1 juni 2010) was een Japans danser. Hij was een van de ontwikkelaars en inspirators van de dansvorm butoh, een expressieve dans met trage bewegingen. Ohno beïnvloedde vele internationale choreografen.

## Levensloop

### Afkomst en studies
Ohno werd geboren in Hakodate, een stad op het Japanse eiland Hokkaido, als zoon van een visser die de visserscoöperatieve van de stad leidde. Zijn moeder was een expert in de Europese kookkunst en bespeelde de koto en het orgel.
Ohno ging naar de sporthogeschool waar hij in 1929 afstudeerde en blonk vooral uit in atletiek. Hij werd eerst leraar lichamelijke opvoeding om even daarna sportleraar te worden in een christelijke privé-school. Hij bleef er lesgeven tot op de leeftijd van 86 jaar.
Nadat hij in 1926 een optreden van de Spaanse danseres La Argentina had bijgewoond, begon Ohno zelf dans te studeren. Vanaf 1933 studeerde hij choreografie bij Baku Ishii en Takaya Eguchi, de Japanse pioniers van de moderne dans.

### Legerdienst
In 1938 ging Ohno in het Japanse leger als luitenant en hij werd al vlug bevorderd tot kapitein. Hij diende negen jaar in het leger en vocht in China en op Nieuw-Guinea waar hij door de Australiërs werd gevangengenomen en geïnterneerd. De oorlog en de gruwelen ervan gaven hem de nodige inspiratie voor zijn latere uitvoeringen zoals Jellyfish Dance, een meditatie van de begravingen op zee die hij had bijgewoond aan boord van het schip dat de soldaten terug naar Japan bracht.

### Ontwikkeling van butoh
Ohno stelde in 1949 zijn eerste soloproject voor in Tokio. Dat jaar stichtte Ohno eveneens zijn eigen dansstudio. De lessen vonden eerst plaats in de school waar hij lesgaf, maar vanaf 1961 kreeg de studio haar eigen gebouw in Hodogaya. Ohno maakte kennis met Tatsumi Hijikata die hem aanspoorde om samen met hem de nieuwe dansvorm butoh verder te ontwikkelen. Hijikata, die de populaire westerse dansvormen van die tijd verwierp, ontwikkelde vanaf 1949 samen met Ohno en een collectief de ideeën en bewegingen van de dansvorm die vanaf 1961 door het leven zou gaan als Ankoku Butō-ha of kortweg butoh.
Van 1959 tot 1966 werkten Ohno en Hijikata samen aan nieuwe dansvoorstellingen en werden hiervoor geïnspireerd door het werk van de Japanse schrijver Yukio Mishima en de Europese auteurs Jean Genet en Comte de Lautréamont. Ohno zocht tevens naar een eigen stijl en danste ook samen met dansers van de moderne dans. Tussen 1969 en 1973 speelde hij de hoofdrol in drie speelfilms van regisseur Chiaki Nagano.

### Internationale carrière
In 1977 ging zijn solostuk La Argentina Sho in première. Producer was Hijikata en het stuk was opgedragen aan de Spaanse danseres La Argentina waarmee alles begon in 1926. Het stuk wordt nog steeds beschouwd als een butoh-klassieker. Met het stuk toerde hij door het westen. Ohno was in 1980 aanwezig op het 14e internationale festival in Nancy waar hij de internationale danswereld verraste. Ohno beeldde steeds sterke maar breekbare karakters uit, soms ook als vrouw gekleed en geschminkt. Hij trad in 1981 op in de La MaMa Experimental Theatre Club in New York en toerde verder nog in Straatsburg, Londen, Stuttgart, Parijs en Stockholm.
Andere belangrijke stukken waarin Ohno danste waren Mijn moeder en Dode Zee. Telkens was Hijikata de producer en in het laatste stuk danste hij samen met zijn zoon Yoshito Ohno. Over de dansvorm butoh schreef Ohno een drietal boeken.
Vanaf 2001 voerde Ohno de dansexpressies vanwege zijn hoge leeftijd nog enkel met zijn handen uit. Zijn laatste optreden gaf hij op 100-jarige leeftijd in januari 2007. Ruim drie jaar later stierf hij. Zijn zoon volgde hem op als bezieler van de Kazuo Ohno-dansstudio.

## Antony and the Johnsons
Ohno staat afgebeeld op de hoes van de cd The Crying Light van de New Yorkse New Weird America-band Antony and the Johnsons die in 2009 verscheen. De foto dateert van 1977.